# 房村镇 (徐州市)
房村镇，是中华人民共和国江苏省徐州市铜山区下辖的一个乡镇级行政单位。

## 行政区划
房村镇下辖以下地区：
房村、李楼村、大沟里村、尚王村、鹿台村、郭集村、西王村、马家村、鹿湾村、八王村、林场村、窦家村、郝湾村、温刘村、周庙村、李庄村、大牛村、新庄村、杨场村和下洪村。